# 賈斯汀·托馬斯
賈斯汀·托馬斯（英語：Justin Thomas；1993年4月29日—）是一位美國高爾夫球運動員。他出生在肯塔基州路易維爾。他在2015年奪得自己的首個PGA巡迴賽冠軍。 時隔7年奪得個人第二個PGA錦標賽冠軍，也是他的第二個大滿貫冠軍，並收穫了270萬美元的冠軍獎金。

## 爭議
托馬斯於2021年1月在夏威夷哨兵冠軍賽中推桿失誤，衝口而出喊了一聲「faggot」，由於該字含歧視同性戀的意思，而遭贊助商拉夫·劳伦跟他解約
。